# Спа (Бельгія)
Спа (фр. Spa) — франкомовне місто у східній Бельгії, що відоме своїми природними мінеральними джерелами як бальнеологічний курорт, а також, є місцем виробництва мінеральної води Спа, яка експортується по всьому світу.

## Історія
5-16 липня 1920 в Спа відбулася конференція Верховної Ради Антанти за участі Німеччини та Польщі, на якій остання визнала так звану «Лінію Керзона» за свій східний кордон, а справа Східної Галичини мала бути вирішена на мировій конференції у Лондоні за участі делеґатів Галичини. Після перемоги над радянським військом під Варшавою Польща вважала це зобов'язання не актуальним.

## Етапи Формули-1, DTM
В околицях міста на кільцевому автодромі «Спа-Франкоршам» проходить один з етапів всесвітньої серії автогонок класу «Формула-1» — Гран-прі Бельгії, також гонки німецької серії DTM.